# 動態平衡
動態平衡發生於兩個逆向但同步的過程當中。首先見於化學，但後來在生態學、經濟學而至政治學等均有所應用。

## 化學上的解釋
在一個可逆的化學反應中，當正向反應及逆向反應的反應速率相等時就會達致動態平衡。在這個狀態下不論生成物及反應物的濃度均沒有改變，動態一詞意指兩個反應仍然在持續進行而非停滯，但剛好兩者的速率相等，致使各自的濃度均沒有改變，達致平衡狀態。

## 生態學上的解釋
在出生率及死亡率均為等值的情況下，某物種的種群數目維持不變，就是一種動態平衡。